# Propithecus candidus
Propithecus candidus là một loài vượn cáo có bộ lông trắng mượt và dài. Nó có phạm vi phân bố rất hạn chế ở đông bắc Madagascar, nơi nó được người địa phương gọi là simpona. Nó là một trong những loài động vật có vú hiếm nhất trên Trái Đất và được IUCN liệt kê trong danh mục 25 loài linh trưởng có nguy cơ tuyệt chủng nhất thế giới. Đây là một trong 9 loài của chi Propithecus), và là một trong bốn phân loài cũ của P. diadema. Các nghiên cứu trong năm 2004 và 2007 đã so sánh các tỷ lệ bên ngoài, di truyền học, và giải phẫu sọ-răng đã hỗ trợ cho tư cách loài đầy đủ, và đã được mọi người chấp nhận.